# Дьома
Дьома (на руски: Дëма; на башкирски: Күгиҙел) е река в Европейска Русия ляв приток на река Белая, от басейна на Кама. Дължината ѝ е 535 km, която ѝ отрежда 177-о място по дължина сред реките на Русия.
Река Дьома води началото си от северните склонове на възвишението Общ Сърт, на 390 m н.в., на 2,5 km североизточно от село Альошкино, Фьодоровски район, Република Башкортостан. След като премине през селото реката навлиза на територията на Оренбургска област, където завива на запад, а след това на северозапад и след село Пономарьовка (районен център в Оренбургска област) отново се завръща в Република Башкортостан. Оттук до устието си реката протича в направление на север-североизток. По цялото си течение Дьома тече в широка долина, в която силно меандрира, а в долното си течение образува десетки протоци, старици и острови. Влива се отлява в река Белая, при нейния 475 km, на 80 m н.в., в южната част град Уфа, столицата на Република Башкортостан.
Водосборният басейн на Дьома обхваща площ от 12 800 km2, което представлява 9,01% от водосборния басейн на река Белая. Във водосборния басейн на реката попадат части от териториите на Република Башкортостан и Оренбургска област.
Границите на водосборния басейн на реката са следните:
- на изток – водосборнитя басейн на река Уршак, лав приток на Белая;
- на юг – водосборния басейн на река Урал;
- на югозапад – водосборния басейн на река Самара;
- на запад – водосборния басейн на река Ик, ляв приток на Кама
- на северозапад – водосборните басейни на реките Чермасан и Кармасан, леви притоци на Белая.

Река Дьома получава 28 притока от първи порядък, в т.ч. 11 с дължина над 10 km. Най-големите от тях са:Тятер (десен) 91 km, Уязи (десен) 82 km, Садак (ляв) 74 km.
Среден годишен отток в устието 35 m3/s.
По течението на реката са разположени няколко десетки населени места, в т.ч. село Пономарьовка (районен център в Оренбургска област), град Давлеканово и югозападния район на град Уфа (столицата на Република Башкортостан).
Сегашното устие на реката е изкуствено прокопано. В края на ХІХ век при строителството на Белския железопътен мост коритото ѝ е коригирано, така че да не пресича изградената жп линия и да се налага строителство на допълнителен мост над нея. Старото устие се е намирало на 6 – 7 km надолу по течението на река Белая, където сега са намира изоставената Белска старица, а на мястото на старото корито са се образували няколко езера.